# GeneCards
GeneCards је онлајн генска база података, која садржи генетичке, геномичке, протеомичке и функционалне информације о људским генима. 